# Romanización del armenio
La romanización del alfabeto armenio es el sistema que permite transcribir las letras de su alfabeto a letras latinas.
Esta romanización es posible de acuerdo con varios métodos y estándares para la escritura armenia.

## Sistemas de transliteración

### Hübschmann-Meillet (1913)
La transliteración Hübschmann-Meillet es utilizada normalmente para la literatura armenia clásica. Utiliza un punto arriba con la combinación U + 0307 para expresar los aspirados, ṫ, cḣ, č̇, ṗ, k̇. Algunos documentos fueron publicados usando un diacrítico latino dasía similar, U + 0314, una coma girada que se posiciona sobre la letra, más fácil de distinguir visualmente, en t̔, ch̔, č̔, p̔, k̔.
Sin embargo, el soporte correcto de estos signos diacríticos combinados ha sido pobre durante mucho tiempo en el pasado y no era muy común en muchas aplicaciones habituales y fuentes de ordenador o sistemas de renderizado, por lo que algunos documentos se han publicado utilizando sus variantes de espaciado como el modificador de la letra con el punto encima de ˙ U+02D9 escrito después de la letra en lugar de encima de ella, o la coma invertida ʻ U+02BB escrita después de la letra en lugar de encima de ella o, a veces, el espaciado espíritu áspero del alfabeto griego ῾ U+1FFE, el espaciado acento grave ˋ U+02CB incluso si es demasiado plano, la comilla inversa ASCII ` U+0060, o la comilla de apóstrofe ASCII ' U+0027 cuando no había confusión posible.
Pero el carácter preferido hoy en día es el modificador de la letra del medio anillo (semicircunferencia) a la izquierda ʿ U+02BF, o el modificador ʻ U+02BB o ʽ U+02BD, que es la variante de espaciado del diacrítico dasía (históricamente también es una adaptación correcta a la escritura latina, del espíritu áspero griego) con la ventaja de tener un excelente soporte en muchas fuentes latinas porque también es una forma simple invertida.
Sin embargo, algunas ambigüedades no se han resuelto para trabajar con el armenio vernáculo moderno, que tiene dos dialectos, con dos posibles ortografías, además de que la ortografía moderna se usa para el armenio clásico en las publicaciones modernas.

### BGN/PCGN (1981)
La romanización BGN/PCGN (1981) utiliza una única comilla a la derecha para expresar aspirados, t’, ch’, ts’, p’, k’, lo opuesto al diacrítico de respiración áspera original.
Esta romanización fue retomada por la ISO (1996) y se considera obsoleta. Este sistema es una transcripción libre y no es reversible (sin usar la búsqueda en el diccionario), en particular para letras simples armenias romanizadas en dígrafos (estas romanizaciones ambiguas o no reversibles se muestran en un recuadro rojo en la tabla a pie de artículo).
Algunas letras armenias tienen varias romanizaciones, según su contexto:
- La letra vocal armenia Ե/ե debe romanizarse como ye inicialmente o después de los caracteres vocales Ե/ե, Է/է, Ը/ը, Ի/ի, Ո/ո, ՈՒ/ու y Օ/օ. En todos los demás casos, debería romanizarse como e.
- La letra vocal armenia Ո/ո debe romanizarse como vo inicialmente, excepto en la palabra եո donde debe romanizarse como ov. En todos los demás casos, debería romanizarse como o.
- La letra consonante armenia Վ/վ debe romanizarse como yev inicialmente, de forma aislada o después de los caracteres vocales Ե/ե, Է/է, Ը/ը, Ի/ի, Ո/ո, ՈՒ/ու y Օ/օ. En todos los demás casos, debería romanizarse como ev.

### ISO 9985 (1996)
La norma ISO 9985 (1996) es el estándar internacional para la transliteración del alfabeto armenio moderno. Al igual que con la romanización BGN/PCGN, utiliza la comilla simple derecha para indicar la mayoría de los aspirados.
Este sistema es reversible, porque evita el uso de dígrafos y vuelve a la Hübschmann-Meillet (aunque también se modifican algunos diacríticos de las vocales).
La serie de aspirados no se trata de manera uniforme en la norma ISO 9985: mientras que pʼ, tʼ, cʼ, kʼ se romanizan con una marca similar a un apóstrofo, la espirada չ č, no, y en cambio su equivalente no aspirada ճ se transcribe č̣ con un punto inferior que no aparece en ningún otro lugar del sistema. Téngase en cuenta, que en este esquema, č (que significa չ) choca con la transliteración de Hübschmann-Meillet (donde significa ճ).
Este sistema está recomendado para el intercambio de textos bibliográficos internacionales (también es la base de romanizaciones simplificadas para localizar la toponimia armenia y para transliterar nombres humanos), donde funciona muy bien con la codificación latina común ISO/IEC 8859-2 utilizada en Europa Central.

### ALA-LC (1997)
La romanización ALA-LC (1997), de ALA (American Library Association)-LC (Library of Congress), es en gran medida compatible con BGN/PCGN, pero vuelve a expresar aspirados con comillas simples a la izquierda. De hecho, el modificador de la letra de medio anillo izquierdo ʿ U+02BF, código hexadecimal US-MARC, B0, que también es utilizado para marcar la ʿain (𐤏) del árabe. Por ello, algunos documentos pueden contener la semicircunferencia izquierda preferentemente o, a veces, la comilla inversa ASCII ` U+0060.
Este estándar cambia el esquema de transliteración usado entre el armenio clásico/oriental y el armenio occidental para las consonantes armenias representadas al intercambiar los pares b vs. p, g vs. k, d vs. t, dz vs. ts y ch vs. j.
En todos los casos, y para hacer esta romanización reversible y menos ambigua:
- Se inserta un signo suave (primo, código hexadecimal US-MARC, A7) entre dos letras separadas que de otro modo se interpretarían como un dígrafo (en rojo en la tabla a pie de artículo). No hay primo presente en medio de los dígrafos romanizados  zh, kh, ts, dz, gh y chque representan una sola letra armenia.
- Con la ortografía armenia clásica, solamente la vocal representada por e estará representada por y en su lugar, cuando esté en la posición inicial de un nombre y seguida de otra vocal. Esta dificultad ha desaparecido en el armenio moderno con la ortografía reformada que cambió la letra armenia original en ese caso.
- Con la ortografía armenia clásica, solamente la vocal representada por y estará representada por h en su lugar, cuando esté en la posición inicial de una palabra o de un radical en una palabra compuesta. Esta dificultad ha desaparecido en el armenio moderno con la ortografía reformada que cambió la letra armenia original en ese caso.

### Métodos de entrada solo en ASCII
En varios sitios web armenios, han aparecido transliteradores no estándares que permiten introducir tanto texto armenio occidental como oriental modernos, utilizando solo caracteres ASCII. Aunque son transliteradorre que puedan ser no recomendables, pueden ser oportunos para salir del paso a los usuarios que carezcan de teclados con alfabeto armenio.
A pesar de que estos métodos de entrada se utilizan comúnmente, no obedecen a ningún estándar internacional o armenio aprobado, por lo que no se recomiendan para la romanización del armenio. Téngase en cuenta que los métodos de entrada reconocen los dígrafos latinos zh, dz, gh, tw, sh, vo, ch, rr para armenio clásico o armenio oriental, y zh, dz, tz, gh, vo, ch, rr, para armenio occidental, aunque no hay forma de eliminar la ambigüedad de las palabras donde los dígrafos no serían reconocidos.
Algunas letras armenias se introducen como dígrafos latinos, y también pueden ir seguidas de una comilla simple ASCII (que actúa como el único modificador de letra reconocido), pero esta comilla no siempre significa que la correspondiente letra armenia deba aspirarse (puede ser lo contrario para la entrada ch'), también se usa como modificador de vocal. Debido a las ambigüedades, los textos deben corregirse ingresando un carácter ficticio intermedio antes de ingresar la segunda letra latina o comilla, luego quitando el carácter ficticio, de modo que el convertidor de entrada automático mantenga las letras armenias.

## Tablas de transliteración
Algunas letras armenias tienen sonidos fonéticos muy diferentes entre el armenio clásico o el oriental y el armenio occidental, por lo que el uso de las letras armenias es diferente entre las dos subramas del idioma.
Esto se hace visible en la tabla que sigue a continuación, coloreando transliteraciones específicas del armenio clásico o el oriental sobre fondo verde, y las del armenio occidental sobre fondo azul. Otras letras se transliteran independientemente de la rama del idioma. Sin embargo, las celdas con fondo rojo contienen transliteraciones que dependen del contexto, y en algunos casos pueden crear ambigüedades. Solo las romanizaciones ISO 9985 y Hübschmann-Meillet no utilizan dígrafos ambiguos dependientes del contexto para transcribir letras armenias simples que no son ligaduras, pero la primera es incompatible con su representación de consonantes aspiradas e incompatible con todos los demás sistemas para par de letras.
| Alfabeto armenio                            | mayúsculas         | Ա    | Բ    | Գ    | Դ     | Ե     | Զ    | Է    | Ը    | Թ    | Ժ    | Ի    | Լ    | Խ    | Ծ    | Կ    | Հ     | Ձ    | Ղ    | Ճ         | Մ       |
| Alfabeto armenio                            | mayúsculas         | 0531 | 0532 | 0533 | 0534  | 0535  | 0536 | 0537 | 0538 | 0539 | 053A | 053B | 053C | 053D | 053E | 053F | 0540  | 0541 | 0542 | 0543      | 0544    |
| Alfabeto armenio                            | minúsculas         | ա    | բ    | գ    | դ     | ե     | զ    | է    | ը    | թ    | ժ    | ի    | լ    | խ    | ծ    | կ    | հ     | ձ    | ղ    | ճ         | մ       |
| Alfabeto armenio                            | minúsculas         | 0561 | 0562 | 0563 | 0564  | 0565  | 0566 | 0567 | 0568 | 0569 | 056A | 057B | 056C | 056D | 056E | 057F | 0570  | 0571 | 0572 | 0573      | 0574    |
| Romanización del armenio clásico y oriental | entrada ASCII      | a    | b    | g    | d     | e     | z    | e'   | y'   | t'   | zh   | i    | l    | x    | c'   | k    | h     | dz   | gh   | tw        | m       |
| Romanización del armenio clásico y oriental | Hübschmann-Meillet | a    | b    | g    | d     | e     | z    | ê    | ə    | t̔, ṫ | ž    | i    | l    | x    | c    | k    | h     | j    | ł    | č         | m       |
| Romanización del armenio clásico y oriental | ISO 9985           | a    | b    | g    | d     | e     | z    | ē    | ë    | t’   | ž    | i    | l    | x    | ç    | k    | h     | j    | ġ    | č̣         | m       |
| Romanización del armenio clásico y oriental | BGN/PCGN           | a    | b    | g    | d     | e, ye | z    | e    | y    | t’   | zh   | i    | l    | kh   | ts   | k    | h     | dz   | gh   | ch        | m       |
| Romanización del armenio clásico y oriental | ALA-LC             | a    | b    | g    | d     | e, y  | z    | ē    | ě    | tʿ   | zh   | i    | l    | kh   | ts   | k    | h     | dz   | gh   | ch        | m       |
| Romanización del armenio occidental         | ALA-LC             | a    | p    | k    | t     | e, y  | z    | ē    | ě    | tʿ   | zh   | i    | l    | kh   | dz   | g    | h     | ts   | gh   | j         | m       |
| Romanización del armenio occidental         | entrada ASCII      | a    | p    | k    | t     | e     | z    | e'   | y    | t'   | zh   | i    | l    | x    | dz   | g    | h     | tz   | gh   | j         | m       |
|                                             |                    |      |      |      |       |       |      |      |      |      |      |      |      |      |      |      |       |      |      |           |         |
| Alfabeto armenio                            | mayúsculas         | Յ    | Ն    | Շ    | Ո     | Չ     | Պ    | Ջ    | Ռ    | Ս    | Վ    | Տ    | Ր    | Ց    | Ւ    | Փ    | Ք     | Օ    | Ֆ    | ՈՒ        |         |
| Alfabeto armenio                            | mayúsculas         | 0545 | 0546 | 0547 | 0548  | 0549  | 054A | 054B | 054C | 054D | 054E | 054F | 0550 | 0551 | 0552 | 0553 | 0554  | 0555 | 0556 | 0548 0552 |         |
| Alfabeto armenio                            | minúsculas         | յ    | ն    | շ    | ո     | չ     | պ    | ջ    | ռ    | ս    | վ    | տ    | ր    | ց    | ւ    | փ    | ք     | օ    | ֆ    | ու        | և (եւ)  |
| Alfabeto armenio                            | minúsculas         | 0575 | 0576 | 0577 | 0578  | 0579  | 057A | 057B | 057C | 057D | 057E | 057F | 0580 | 0581 | 0582 | 0583 | 0584  | 0585 | 0586 | 0578 0582 | 0587    |
| Romanización del armenio clásico y oriental | entrada ASCII      | y    | n    | sh   | vo    | ch    | p    | j    | rr   | s    | v    | t    | r    | c    | w    | p'   | k', q | o    | f    | u         | ev      |
| Romanización del armenio clásico y oriental | Hübschmann-Meillet | y    | n    | š    | o     | č̔, č̇  | p    | ǰ    | r̄    | s    | v    | t    | r    | c̔, ċ | w    | p̔, ṗ | k̔, k̇  | ô    | f    | u         | ev      |
| Romanización del armenio clásico y oriental | ISO 9985           | y    | n    | š    | o     | č     | p    | ǰ    | ṙ    | s    | v    | t    | r    | c’   | w    | p’   | k’    | ò    | f    | ow        | ew      |
| Romanización del armenio clásico y oriental | BGN/PCGN           | y    | n    | sh   | o, vo | ch’   | p    | j    | rr   | s    | v    | t    | r    | ts’  | w    | p’   | k’    | o    | f    | u         | ev, yev |
| Romanización del armenio clásico y oriental | ALA-LC             | y, h | n    | sh   | o     | chʿ   | p    | j    | ṛ    | s    | v    | t    | r    | tsʿ  | w    | pʿ   | kʿ    | ō    | f    | u         | ew, ev  |
| Romanización del armenio occidental         | ALA-LC             | y, h | n    | sh   | o     | chʿ   | b    | ch   | ṛ    | s    | v    | d    | r    | tsʿ  | w    | pʿ   | kʿ    | ō    | f    | u         | ew, ev  |
| Romanización del armenio occidental         | ASCII input        | h'   | n    | sh   | vo    | ch    | b    | ch'  | rr   | s    | v    | d    | r    | c    | w    | p'   | k', q | o    | f    | u         | ev      |

Nótese que en esta tabla, las dos últimas columnas se refieren a dígrafos, no letras aisladas (sin embargo, se consideran letras en la ortografía reformada). Sin embargo, la última columna muestra la ligadura que se usa en la ortografía clásica solo como un símbolo aislado para la palabra armenia corta ew (que significa "y") y sus derivaciones de una manera similar al ampersand (&) en la escritura latina (en la ortografía reformada, también se usa en el medio y al final de las palabras en lugar de եվ). Se usará la misma transliteración para ew (armenio clásico) o ev (ortografía reformada) para las letras que esta ligadura representa, cuando se usan como dígrafos: usada para referirse a la consonante w, ahora se refiere a la consonante v.
La escritura armenia también usa algunos otros dígrafos que a menudo se escriben como ligaduras opcionales, solo en minúsculas (cinco de ellos están codificados en Unicode solo para una compatibilidad completa de ida y vuelta con algunas codificaciones heredadas). Cuando están presentes, estas ligaduras (que son puramente tipográficas y no llevan ninguna distinción semántica en los textos armenios normales) deben romanizarse descomponiendo las letras que las componen.